# 壹電視電影台
壹電影，全名為壹電視電影台，為壹電視旗下的電影頻道，也是母集團年代電視旗下唯一的電影頻道。該頻道於2010年3月31日取得電視廣播節目衛星執照，並於2011年7月1日在中華電信MOD的71頻道開播（未在當時旗下的網樂通播出）。曾於2013年3月31日無預警停播，2015年1月1日復播，並在部分有線電視上架，曾與香港的now爆谷台聯播。

## 簡史
- 2010年3月31日，壹電視取得電影台的電視廣播節目衛星執照。
- 2011年7月1日，壹電視電影台於中華電信MOD的第71頻道開播。
- 2012年2月後，壹電視電影台於部分有線電視業者上架。
- 2012年11月1日，中華電信MOD表示，為了提供用戶完整的收視體驗，因此將壹電視電影台下架，取而代之的是同集團的壹電視綜合台，於49頻道上架。壹電影僅剩零星有線電視業者提供收視服務。
- 2013年3月31日，頻道無預警停播。
- 2015年1月1日，頻道復播，並於部分獨立有線電視業者上架，並曾與香港的now爆谷台聯播。
- 2016年1月1日，壹電視電影台在三個有線電視業者的第78頻道上架。9月29日，凱擘將頻道下架。
- 2017年1月1日，壹電視電影台以「衛星娛樂傳播股份有限公司」為頻道代理商，在中華電信MOD的第160頻道開播。
- 2017年11月1日，中華電信MOD進行所有頻道的頻位調整，壹電影被重新定頻在628台。（6字頭為電影台區塊頻道）
- 2022年4月1日起，有線電視部分系統業者(南國)將原77CH「WAKUWAKU JAPAN(HD)(在2022年4月1日退出台灣)」變更為「壹電視電影台(HD)」

## 節目列表

### 電影
包含各個國家的各類型電影、紀錄片

### 其他節目
- 壹起愛上影
- 壹起聊電影

### 微電影
- 愛味男女（壹電視自製，不定期重播）
- 內衣少女（壹電視自製，不定期重播）
- 雜務特勤組（壹電視自製，不定期重播）
- 雨過天晴（不定期重播）

## 外部連結
- 壹電視電影台 （页面存档备份，存于）（繁體中文）
- 628 壹電視電影台 - 中華電信 MOD 網站 （页面存档备份，存于）（繁體中文）
- https://www.nkcatv.com.tw/index.php?option=com_content&view=article&id=2256:111%E5%B9%B44%E6%9C%88%E9%A0%BB%E9%81%93%E8%AE%8A%E6%9B%B4%E5%85%AC%E5%91%8A&catid=128&Itemid=618 （页面存档备份，存于）